# David Mellor
David John Mellor (Wareham, Engeland, 12 maart 1949) is een voormalig Brits politicus van de Conservative Party.
Mellor was tussen 1981 en 1992 bewindspersoon in de kabinetten Thatcher (1981–1990) en Major I (1990–1992). Hij was staatssecretaris voor Energie van 1981 tot 1983, staatssecretaris voor Binnenlandse Zaken van 1983 tot 1986, onderminister voor Binnenlandse Zaken van 1986 tot 1987, onderminister voor Buitenlandse Zaken van 1987 tot 1988, onderminister voor Volksgezondheid van 1988 tot 1989, nogmaals onderminister voor Binnenlandse Zaken van 1989 tot 1990, onderminister voor Cultuur in 1990, onderminister voor Financiën van 1990 tot 1992 en de eerste minister van Cultuur in 1992.
Mellor studeerde rechten aan de Universiteit van Cambridge. Hij werkte als advocaat van 1972 tot 1979. Mellor moest op 25 september 1992 aftreden als minister van Cultuur na het uitkomen van een buitenechtelijke relatie door een publicatie in News of the World. Na zijn politieke carrière werkte hij als ondernemer, organisatieadviseur, radiopresentator en columnist voor de The Guardian.
- International Standard Name Identifier: 0000 0000 3920 3201
- Library of Congress Control Number: nb2008000969
- Virtual International Authority File: 66000806
- WorldCat: E39PBJwD4pVD78VGqGf84xjcT3